# José Cheta
José Cheta da Silva, conhecido pelo nome artístico de José Cheta (Luzianes, Odemira, 23 de janeiro de 1945), é um cantor português

## Biografia

### O início
Em Loulé, no Algarve formou, nos fins da década de 60, os Black Gold. Depois usou o nome artístico Paulo André.

### A colaboração com José Cid e com o Quarteto 1111
Vindo para Lisboa, contou com o apoio de José Cid no desenvolvimento da sua carreira.
Em 1970 gravou o seu primeiro disco, o EP Para Lá Daqueles Montes, já com a colaboração de José Cid e do Quarteto 1111. Esta colaboração continua no disco seguinte com Cantiga Partindo-se, É Tempo de Amar, Este Pão que é tão Igual e Meu Canto Minha Prece.
No EP São Tão Longos Os Caminhos, José Cid assina três dos temas. Em Amanhã Amanhã, mantem-se a colaboração do Quarteto 1111 e é apresentanda uma nova versão de Meu Irmão.
Na compilação Para lá Daqueles Montes, sete dos 12 temas são da autoria de José Cid e do seu grupo.
Participa no I Festival da Canção da Guarda, realizado em Junho de 1971, com Não Quero Perder Mais Tempo.
O EP Transição de 1972 é o último a contar com a colaboração de José Cid, que assina o tema que dá nome ao disco e ainda colabora noutro tema. 

### Após 1972
Lança novos discos como o EP Simplesmente Maria e Razão de cantar.
Apresenta ao Festival RTP da Canção de 1973 a canção Cavalo de Mil Cores que, embora recusada pelo júri de selecção, se tornou um grande êxito comercial.
Em 1973 edita o single Cavalgada/Notícias do tempo Breve e concorre ao XIII Festival da Canção da Figueira da Foz com a canção Por um Novo Amigo.
Para a editora Zip-Zip gravou o disco Companheiros, com arranjo e direcção musical de Pedro Osório, tendo no coro nomes como Fernando Girão, Mafalda Drummond, Maria de Lourdes Santos e Herman José.
Em 1973 grava, com a orquestra do maestro Jorge Machado, o tema de abertura da radionovela Simplesmente Maria, transmitida, entre março de 1973 e novembro de 1974, pela Rádio Renascença.
Lançou o disco Um Novo Amanhã, para a editora Arnaldo Trindade, e os singles Despertar, Quando Hoje Acordei, Lisboa Tem... e Um Computador Não Resolve Penas para a IMAVOX.
No continente americano lança um LP com os temas "Eu Vou Rifar Meu Coração", "Parabéns Parabéns Querida", "Ainda Gosto Dela", "Tu És Mulher Não És Uma Santa", "Como Vai Você", "Seu Eu Pudesse Caminhar Sozinho", "Manuel Alentejano", "o Teu Gesto", "Canção DO Poeta", "O teu Corpo É Barco Sem Mar", "Se Forem Só Palavras" e "Em Compasso Certo".
Abandona a carreira artística e regressa ao Algarve. Em Maio de 1991 participa no programa "Regresso ao Passado" de Júlio Isidro.

## Discografia
- DECCA/EMI
  - Para Lá Daqueles Montes/O Mundo Não Pára/A Lenda do País Distante/As Minas de Ouro - pep1330 - 1970
  - Cantiga Partindo-se/É Tempo de Amar/Este Pão que é tão Igual/Meu Canto Minha Prece - pep1356
  - São Tão Longos Os Caminhos/O Meu Pais/Adágio/Conta-me um Conto - pep1373
  - Não Quero Perder Mais Tempo/Love Story Record - vcpn1123B
  - Amanhã Amanhã/Meu Irmão/Esta Canção Será Vossa/Pomba Branca - pep1397
  - Transição/Mar Tempestade/Quero Falar de Ti/Vem Ouvir esta Cantiga - pep1411 - 1972
  - Simplesmente Maria/História sem Glória/Amor sobre a Neve/Canção de Infância - spep 1429 - 1973
  - Vem ao Encontro de Mim/Razão de Cantar/O Sol Quando Nascer/A Música das Ondas - 1439
  - Cavalgada/Noticias do Tempo Breve - Spn 139-D
  - Por Um Novo Amigo/Chuva Brava - spn 144-D
- ZIP_ZIP
  - Companheiros/Quando Te Encontro - 30.049/S - 1973/4
- ORFEU
  - Um Novo Amanhã/Um Sonhar Morrer ou Lutar - Ksat 532 - 1975
- IMAVOX
  - Despertar/Amor Sem Fim
  - Quando Hoje Acordei/Cada Homem Um Rei - 10157
  - Lisboa Tem.../No Teu País - 10181 - 1978
  - Um Computador Não Resolve Penas/A vida? O que é a vida? -  10190
- LISBOA RECORDS
  - José Cheta (Lp)